# 来迎寺 (守口市)
来迎寺（らいこうじ）は、大阪府守口市にある浄土宗の寺院。山号は紫雲山。本尊は天筆如来。

## 歴史
正平2年（1347年）に、融通念仏宗（大念仏宗）の大念仏寺7世・法明上人の弟子である実尊誠阿上人西願により、河内国茨田郡下仁和寺庄守口村（現・守口市来迎町）に天筆如来を本尊とする来迎堂が建立されたのが当寺の始まりとされている。
天筆如来とは、石清水八幡宮を創建した僧・行教が貞観元年（859年）に感得したとされる阿弥陀三尊の絵像である。実尊は当寺を建立しようとした際に兄弟弟子たちに襲われた際、摂津国の八幡大神宮（不焼宮、現・大阪市旭区）に身を潜めたが、その時に天筆如来が「この上人は西方極楽世界の脇侍観世音菩薩なり」といって光り輝き、襲ってきた者たちを改心させたという。
来迎堂は後に来迎寺と名を改め、その後南朝の後村上天皇の勅願寺となり、釈迦如来立像の寄進を受けると本堂に「放光殿」の号を賜った。後には融通念仏宗佐太派の本山となっている。
当寺は延宝6年（1678年）に現在地に落ち着くまでの332年間、茨田郡内で26回の移転を繰り返している。守口市史編纂委員会の調査では、この理由を2世の時代以降に北朝方の室町幕府将軍足利義満から圧力を受けて創建当初の堂宇を維持できなくなったこと、住職相続を直檀家の内34家からなる床仲間からくじ引きで決めたこと等から、代替わり毎に相続者の居村に移転したものと結論付けている。因みに同村の者が相続した場合は移転していない。
江戸時代に入ると江戸をはじめとする東国で盛んに本尊・天筆如来の開帳会が行われた。宝永3年（1706年）には茲海上人が江戸幕府に呼ばれた際、来迎寺の縁起を提出し将軍徳川綱吉が目を通している。
享保3年（1743年）、35世慈天の下に女の幽霊（江戸小網町の大工の妻、「お石」という）が現れ、慈天の回向を受けて成仏したとの伝説があり、その時に「お石」が残した「幽霊の足跡」とされるものが伝わっている。
明治時代になると浄土宗に改宗している。
境内の北には佐太天神宮がある。

## 境内
- 本堂 - 鉄筋コンクリート造。
- 庫裏
- 大方丈
- 庭園
- 十三重石塔（大阪府指定有形文化財）
- 鎮守社
- 観音堂
- 鐘楼
- 勅使門
- 山門

## 文化財

### 重要文化財
- 絹本著色八幡曼荼羅図 - 大阪市立美術館寄託。

### 大阪府指定有形文化財
- 石造十三重塔 - 嘉元2年（1304年）銘

### その他
- 絹本著色阿弥陀三尊来迎図（天筆如来：本尊）
- 木造釈迦如来立像（嵯峨清凉寺式檀像）
- 木造十一面観音立像
- 絹本著色後村上天皇画像
- 紙本墨書伝花園上皇宸翰
- 鳳凰丹文鎌倉彫香合
- 幽霊の足跡

## 所在地
- 大阪府守口市佐太中町7丁目11-17

## アクセス
- Osaka Metro谷町線大日駅から京阪バス佐太天神前下車。徒歩約5分